# Менандр
Мена́ндр (др.-греч. Μένανδρος; 342 до н. э.—291 до н. э.) — древнегреческий комедиограф, крупнейший мастер новоаттической комедии.

## Биография
Афинянин, сын Диопифа, из дема Кефисии; глава новой аттической комедии, как Аристофан — глава древней. От античных времен сохранилось предание, что Менандр получил воспитание у Алексида, одного из крупнейших представителей средней комедии. Византийский лексикон Суда называет Менандра племянником Алексида; это невероятно, учитывая неафинское происхождение последнего. Скорее всего, здесь сказалось характерное для античности стремление увязывать творческую преемственность между поэтами с фактами их биографии.
Менандр был сверстником и другом Эпикура, другом и учеником Теофраста, внимательного и тонкого наблюдателя повседневных отношений и людских нравов и характеров. Довольством, привольем, любовью к женщинам исполнено было личное существование Менандра. Об общественной его деятельности никаких сведений нет; он отклонил предложение царя Птолемея переселиться в Александрию.
52-х лет от роду Менандр утонул в море, купаясь в гавани вблизи своего дома.
Число комедий Менандра доходило до 105 или 108, хотя не более, кажется, 8 раз он вышел победителем из состязаний; счастливейшим соперником его был Филемон. До нашего времени полностью (за исключением нескольких строк) дошла только комедия «Δύσκολος» «Брюзга».
Ближайшее понятие о построении их, содержании, обрисовке характеров дают римские пьесы Плавта и Теренция, вместе с Цецилием и Афранием перенёсших комедию Менандра на римскую сцену (fabula palliata). Знакомят нас с Менандром многочисленные отдельные замечания позднейших греческих писателей, а также исходящие от них общие характеристики поэта и подражания ему. Первостепенную важность имеют, конечно, сохранившиеся отрывки комедий. Авторитетнейшим почитателем Менандра из ближайших к нему по времени критиков был знаменитый грамматик Аристофан из Византии (262—185 г. до н. э.): он отвел Менандру первое место после Гомера; не отражение действительности, а саму действительность находил критик в комедиях Менандра. Наставительность комедий, верность жизни, благородство и чистоту речи превозносит в Менандре Плутарх, ставящий его выше Аристофана. «Не стоит посещать театр, — замечает моралист, — если не дается что-либо из Менандра». По словам Квинтилиана, Менандр славой своей затмил всех соперников и окутал их мраком.
Слава Менандра не отвергалась и христианскими писателями. Апостол Павел, Иероним Стридонский, Климент Александрийский находили возможным хвалить Менандра и заимствовать из него мудрые изречения — например, апостол Павел цитирует Менандра в своем Первом послании к Коринфянам: «Худые сообщества развращают добрые нравы»(1Кор. 15:33). Драгоценную часть комедий Менандра составляли суждения поэта на всевозможные случаи жизни, отличавшиеся правдой и меткостью содержания, краткостью и выразительностью формы. Позднейшие собиратели добывали эти суждения не из самых комедий, но из Стобея, Афинея, схолиастов и др. писателей. Сохранилось, между прочим, собрание однострочных изречений Менандра; числом до 760 (γνώμαί μονόστιχοι).

## Творчество
Мир комедий Менандра — частные повседневные отношения; его действующие лица — заурядные люди, с мелкими страстями, с обычными вожделениями и ошибками, поставленные в забавные положения; нет ещё индивидуализации, глубокого анализа характеров и преобладающих личных свойств героев; общие типы, часто повторяющиеся даже под одними и теми же именами, только в различной обстановке, — такова отличительная черта Менандровой комедии. Хитрые сводники, влюбчивые юноши, находчивые рабы, ревнивые или расточительные жены, потакающие матери, скупые отцы, глупые хвастуны-солдаты, наглые прихлебатели, обольстительные куртизанки, содержатели непотребных домов — вот сфера, в которой вращается Менандр. Квинтилиан считает Менандра величайшим мастером в изображении «отцов, сыновей, мужей, солдат, крестьян, богачей и бедняков, то сердитых, то вымаливающих, то кротких, то суровых» (XI, 70).
Женщины и рабы, простолюдины и бедняки занимают в пьесах Менандра видное, нередко первенствующее место. Личными достоинствами — молодостью, находчивостью, сердечной добротой и благовоспитанностью — определяется успех героев у возлюбленных, независимо от общественного положения и состояния. Человечностью запечатлено отношение поэта к обездоленным и приниженным. Раб в комедиях Менандра является во всевозможных видах: то он честный и преданный слуга, то плут и обманщик простоватого господина, то лентяй и дармоед и т. п. Богатым людям вменяется в обязанность участие к беднякам и благотворительность, а бедным поэт рекомендует блюсти своё человеческое достоинство. О бедных пекутся боги; обижать бедняка — значит совершать дурное деяние.
Душу Менандровой комедии составляла любовь; любовная интрига имела у него обыкновенно благополучный конец. Не меньше пяти комедий посвятил Менандр изображению хвастливых, глупых солдат, забавных своими притязаниями на взаимность и неудачами в любовных делах: «Льстец», «Ненавистный», «Рыбаки», «Фрасилеон», «Евнух».
Для римской сцены переделаны были Теренцием 4 комедии Менандра: «Евнух», «Самоистязатель», «Братья», «Андриянка», причём римский поэт не стеснялся выкраивать одну комедию из двух греческих. Лучшими из комедий Менандра считались «Женоненавистник» и «Фаида».
Как сюжеты комедий Менандра, так равно и способ развития их, а также обилие общих суждений, верных не для одних афинян IV в. до н. э., сближают эти комедии с новоевропейской драмой и ещё больше — с романом. Эти-то свойства, вместе с ясностью и простотой аттической речи, обеспечили Менандру блестящий успех далеко за пределами собственно Греции, в течение многих веков. Стихотворный размер диалогов — ямбический триметр и трохеический тетраметр. Хоров в комедиях Менандра не было. Комедии начинались прологом, как трагедии Еврипида. По философским воззрениям Менандр всего ближе к Эпикуру, а по построению пьес и обилию в них житейских сентенций — к Еврипиду.

## Произведения
Пьесы, сохранившиеся (в том числе частично) на папирусах
- Брюзга;
- Самиянка;
- Третейский суд;
- Остриженная
- Щит;
- Ненавистный;
- Сикионец;
- Земледелец;
- Герой;
- Льстец;
- Кифарист;
- Двойной обман;
- Привидение;
- Одержимая;
- Девушка из Перинфа;
- Карфагенянин;
- Женщины, готовые к смерти;
- Гидрия.

Пьесы, известные благодаря их цитированию другими авторами
- Ожерелье;
- Подкидыш, или Деревенщина;
- Женоненавистник;
- Аррефора, или Флейтистка;
- Рыбак;
- Лжегеракл;
- Гнев;
- Пьянство;
- Женщины за завтраком;
- Кормчие;
- Братья;
- Сирота-наследница;
- Самоистязатель;
- Судовладелец;
- Возничий;
- Получающая пощёчину;
- Девушка с Андроса;
- Залог;
- Трофоний;
- Родственники;
- Сокровище;
- Фаида;
- Суеверный;
- Сетка для волос;
- Левкадия;
- Обвиняемый;
- Сжигаемая;
- Выставленные на продажу;
- Гимнида;
- Дитя;
- Жрица;
- Конюх;
- Вербовщик;
- Братолюбивые;
- Привратник;
- Девушка из Беотии;
- Фрасилеонт;
- Халкии;
- Распорядительница;
- Кинжал;
- Евнух;
- Жители Имброса;
- Человек из Эфеса;
- Фессалиянка;
- Девушка из Олинфа;
- Похотливый;
- Перстень;
- Плакальщица;
- Воины;
- Канефора;
- Сводные братья;
- Сожительница;
- Предупреждающий обвинение;
- Женоподобный, или Критянин;
- Кормилица;
- Недоверчивый;
- Гликера;
- Ахейцы;
- Сам себя мучающий;
- Близнецы;
- Бродячий жрец;
- Женатый;
- Соперница;
- Фанион.

## Открытие комедий Менандра
В Средние века комедии Менандра были утеряны; сохранились только цитаты из них, превратившиеся в расхожие афоризмы. Первая подборка фрагментов из Менандра была издана в 1709 г. Жаном Ле Клерком в Амстердаме, в 1823 г. в Берлине выходит гораздо более полная (около 500 фрагментов) подборка, изданная Августом Мейнеке. В мае 1825 года И. В. Гёте говорил в беседе со своим секретарём И. П. Эккерманом:
Кроме Софокла, — сказал он, — я не знаю никого, кто был бы так дорог мне. Менандр весь пронизан чистотою, благородством, величием и радостью жизни, прелесть его поэзии недосягаема. Жаль, конечно, что нам осталось так мало его творений, Но и это малое — бесценно, и люди одаренные многому могут от него научиться.— И. П. Эккерман. Разговоры с Гёте в последние годы его жизни. — М.: Художественная литература, 1986. — С. 159.
К концу XIX века было известно 1750 стихов Менандра. В 1876 году Коббетом был издан фрагмент комедии «Привидение», обнаруженный им в монастыре на Синае на двух пергаментных листах IV века, вклеенных в переплет книги. В 1897 году в Египте был приобретен папирус, содержащий 90 стихов — начало комедии «Земледелец».
Перелом наступил в 1905 году, когда в Египте, на месте древнего Афродитополя был найден склад папирусных документов VI в., включая остатки папирусного кодекса — книги с комедиями Менандра. Всего было найдено более 1300 стихов из пяти комедий: «Третейский суд», «Самиянка», «Отрезанная коса», «Герой» и одной неизвестной комедии.
Число папирологических находок множилось; в частности был найден и в 1959 году опубликован полный текст комедии «Брюзга» и новые отрывки из «Самиянки» и «Щита» (кодекс III - начала IV вв.). В 1901—1960 гг. при демонтаже картонажей для мумий, найденных в Фаюмском оазисе, была открыта значительная часть свитка III в. до н. э. (наиболее близкого ко времени жизни комедиографа) с комедией «Сикионцы».
В 2003 году в сирийской рукописи IX века из Библиотеки Ватикана были найдены отдельные листы-палимпсесты со стертым греческим текстом IV века. Благодаря современным технологиям, таким как спектральная съёмка (en:spectral imaging), греческий текст оказалось возможным прочесть: он представляет собой около 200 строк из «Брюзги» и около 200 строк ещё одной комедии Менандра, которую пока не удалось идентифицировать. Подобная находка была также сделана в 2014 году студентами, исследующими палимпсесты в волнах различного диапазона.

## Переводчики Менандра на русский язык
- Апт, Соломон Константинович
- Церетели, Григорий Филимонович

### Тексты и переводы
Русские:
- Менандр. Комедии. / Пер. Г. Ф. Церетели. (Серия «Античная литература»). М.-Л.: Academia. 1936. XXXIX, 193 стр. 5300 экз.
- Менандр. Комедии. Герод. Мимиямбы. (Серия «Библиотека античной литературы»). М.: Худож. лит. 1964. 318 стр. 25000 экз.
- Менандр. Комедии. Фрагменты. / Пер. С. Апта, А. Парина, Г. Церетели, О. Смыки. (Дополнения: Античные свидетельства о жизни и творчестве Менандра. / Пер. В. Чемберджи. Маски средней и новой комедии. / Пер. М. Гаспарова.) Ст. и прим. В. Н. Ярхо. Отв. ред. М. Л. Гаспаров. (Серия «Литературные памятники»). М.: Наука, 1982. 576 стр. 40000 экз.
- Менандр. Комедии. Герод. Мимиамбы. / Пер. С. Апта, А. Парина, Г. Церетели. М.: Искусство, 1984. 293 стр. 30000 экз.

Английские:
- В «Loeb classical library» сочинения изданы в 3 томах (№ 132, 459, 460).
  - Фрагменты Менандра с английским переводом (1921).

Французские:
- В серии «Collection Budé» начато издание его сочинений: Ménandre.
  - Tome I, 1re partie: La Samienne. Texte établi et traduit par J. M. Jacques. (2e tirage revu et corrigé 1989) 3e tirage 2003. LXXXV, 106 p.
  - Tome I, 2e partie: Le Dyscolos. Texte établi et traduit par J. M. Jacques. (2e édition 1976) 5e tirage 2003. LXIII, 146 p.
  - Tome I, 3e partie: Le Bouclier. Texte établi et traduit par J. M. Jacques. 2e tirage 2003. CXXII, 191 p.
  - T. IV. Les Sicyoniens. Texte établi et traduit par A. Blanchard. 2009. CXXXII, 51 p.

### Исследования
На русском языке:
- Галеркина, Б. Л. Элементы фольклора в «Угрюмце» Менандра // Вопросы античной литературы и классической филологии. — М., 1966. — С. 162—171.
- Дружинина, Е. А. О выражении пеплехе тен тюрен у Менандра // Philologia classica. Вып. 6. — СПб., 2004. — С. 162—169.
- Жданов, С. Н. К Менандровой «Перикейромене» // Журнал Министерства народного просвещения. — 1901. — авг. — С. 15-17.
- История всемирной литературы. В 9-и т. Т. 1. — М., 1983. — С. 407—408 (Грабарь-Пассек, М. Е., Ярхо, В. Н.).
- История греческой литературы. В 3-х т. Т. 3. — М., 1960. — С. 20-40 (Толстой, И. И.).
- Маринович, Л. П., Кошеленко, Г. А. Куда и зачем плавал Демея? // Закон и обычай гостеприимства в античном мире: Доклады конференции. — М., 1998. — С. 80-98.
- Павленко, Л. В. Комедия Менандра «Щит» // Вестник древней истории. — 1975. — 4. — С. 80-92.
- Павленко, Л. В. Менандр: Новые находки и проблематика изучения творчества // Вестник древней истории. — 1977. — 2. — С. 154—159.
- Павленко, Л. В. Менандр как источник по истории раннего эллинизма // Вестник древней истории. — 1982. — 4. — С. 103—112.
- Попова, Т. В. Новая комедия Менандра // Вопросы античной литературы в зарубежном литературоведении. — М., 1963. — С. 105—108.
- Савельева Л. И. Менандр и его новонайденная комедия «Угрюмец». Казань, 1964. 59 стр. 600 экз.
- Тахо-Годи, А. А. О некоторых особенностях языка и жанра комедии Менандра «Дискол» («Ненавистник»). Синтаксис сложного предложения в комедии Менандра «Дискол» в связи с общими проблемами синтаксиса // Вопросы классической филологии. Вып. 1. — М., 1965. — С. 42-96.
- Тронский, И. М. «Сикионец» Менандра // Вестник древней истории. — 1966. — 4. — С. 54-67.
- Тронский, И. М. История античной литературы. — М., 1988. — С. 200—206.
- Тронский, И. М. Новонайденная комедия Менандра «Угрюмец» // Вестник древней истории. — 1960. — 4. — С. 21-38.
- Церетели Г. Ф. Новооткрытая комедия Менандра Eritrepontes. СПб., 1908. 44 стр.
- Церетели Г. Ф. Комедия Менандра «Самианка». СПб., 1909. 43 стр.
- Церетели Г. Ф. Комедия Менандра «Отрезанная коса». СПб., 1910. 55 стр.
- Церетели Г. Ф. Комедия Менандра «Герой». СПб., 1911. 37 стр.
- Церетели Г. Ф. Новые комедии Менандра. Юрьев, 1914. 495 стр.
- Церетели, Г. Ф. Комедия Менандра «Земледелец» // Журнал Министерства народного просвещения. — 1910. — авг. — С. 351—380.
- Церетели, Г. Ф. Греческие литературные папирусы. 1: Отрывок комедии Менандра «Конейазоменай» из собрания В. С. Голенищева // Журнал Министерства народного просвещения. — 1909. — февр. — С. 89-96.
- Ярхо В. Н. У истоков европейской комедии. (Серия «Из истории мировой культуры»). М.: Наука, 1979. 175 стр. 30000 экз.
- Ярхо В. Н. Менандр: у истоков европейской комедии. М.: Лабиринт, 2004. 448 стр. Тираж не указан.
- Ярхо В. Н. Менандр — поэт, рождённый заново. «Самиянка» Менандра, или Еврипид наизнанку. Комедия Менандра «Ненавистный». От новаторства до трюизма — один шаг // Ярхо, В. Н. Древнегреческая литература: Греческая и греко-римская комедия. — М., 2000. — С. 78-168.